# Фрате (Изернија)
Фрате је насеље у Италији у округу Изернија, региону Молизе.
Према процени из 2011. у насељу је живело 12 становника. Насеље се налази на надморској висини од 988 м.